# Elizabeth Hainen
Elizabeth Hainen (Toledo, Ohio), és una arpista nord-americana.
Ha estat arpista solista de l'Orquestra de Filadèlfia. També ha actuat com a solista, entre d'altres, amb la London Symphony, l'IRIS Orchestra, l'Orquestra del Kennedy Center, l'Orquestra Simfònica Nacional de Colombia, la Bulgarian Radio National Orchestra, la Camerata Ducale, l'Orquestra Cívica de Chicago, la Mexicana. Orquestra Simfònica Estatal i el Cor de nois de Viena. A més, ha donat nombrosos recitals al Carnegie Hall. També ha actuat en diversos festivals i al "Harpu World Congress", entre d'altres.
Hainen ha encarregat obres a diversos compositors contemporanis, com Bernard Rands, Melinda Wagner i Tan Dun Hainen també és un pedagog molt sol·licitat del personal de l'Curtis Institute of Music i la Universitat de Temple.
Hainen va començar a tocar l'arpa als 10 anys. Es va convertir en alumne de Susann McDonald a la "Indiana University Jacobs School of Music". Ha rebut diversos premis i reconeixements, com la medalla de plata al primer concurs internacional d'arpa als EUA. Hainen ha publicat enregistraments sota els segells Avie i Naxos.